# منتخب زامبيا لكأس ديفيز
منتخب زامبيا لكأس ديفيز (بالإنجليزية: Zambia Davis Cup team)‏ هو ممثل زامبيا الرسمي في كرة المضرب في كأس ديفيز.